# 1036 Ганимед
1036 Ганимед (енгл. 1036 Ganymed) је Амор астероид. Приближан пречник астероида је 31,66 ,
а средња удаљеност астероида од Сунца износи 2,664 астрономских јединица (АЈ).
Инклинација (нагиб) орбите у односу на раван еклиптике је 26,685 степени, а орбитални период износи 1588,815 дана (4,349 године). Ексцентрицитет орбите астероида износи 0,534.
Апсолутна магнитуда астероида износи 9,45 а геометријски албедо 0,292.
Астероид је откривен 23. октобра 1924. године.